# Massimo Fecchi
Massimo Fecchi (Città di Castello, 7 settembre 1946) è un disegnatore e fumettista italiano.
Dopo gli studi presso l'Istituto d'Arte di Roma, inizia a collaborare con L'Unità per cui cura la striscia Picchio e Pacchio.
Dal 1965 lavora al mensile Miao e dal 1967 crea per l'editore  Campi e il suo Telezecchino il personaggio di Giuseppe.
Tra gli autori del periodico Il Giornalino pubblicato dalle Edizioni San Paolo, crea il fumetto Globulo Rosso (premiato al Lucca Comics & Games nel 1967) e disegna per il pubblico tedesco alcuni tra i più amati e fortunati fumetti (Fix & Foxi e Lupo) e cartoni (Pumuckl).
Dà vita ai principali personaggi della Warner Bros. (da Tom & Jerry a Bugs Bunny e Woody Woodpecker) e dal 1997, tramite l'editore Egmont, alle strisce di Paperino per la  Disney.